# Cruet
Cruet is een gemeente in het Franse departement Savoie (regio Auvergne-Rhône-Alpes). De plaats maakt deel uit van het arrondissement Chambéry. Cruet telde op 1 januari 2022 1.042 inwoners.

## Geografie
De oppervlakte van Cruet bedroeg op 1 januari 2022 10,06 vierkante kilometer; de bevolkingsdichtheid was toen 103,6 inwoners per km².

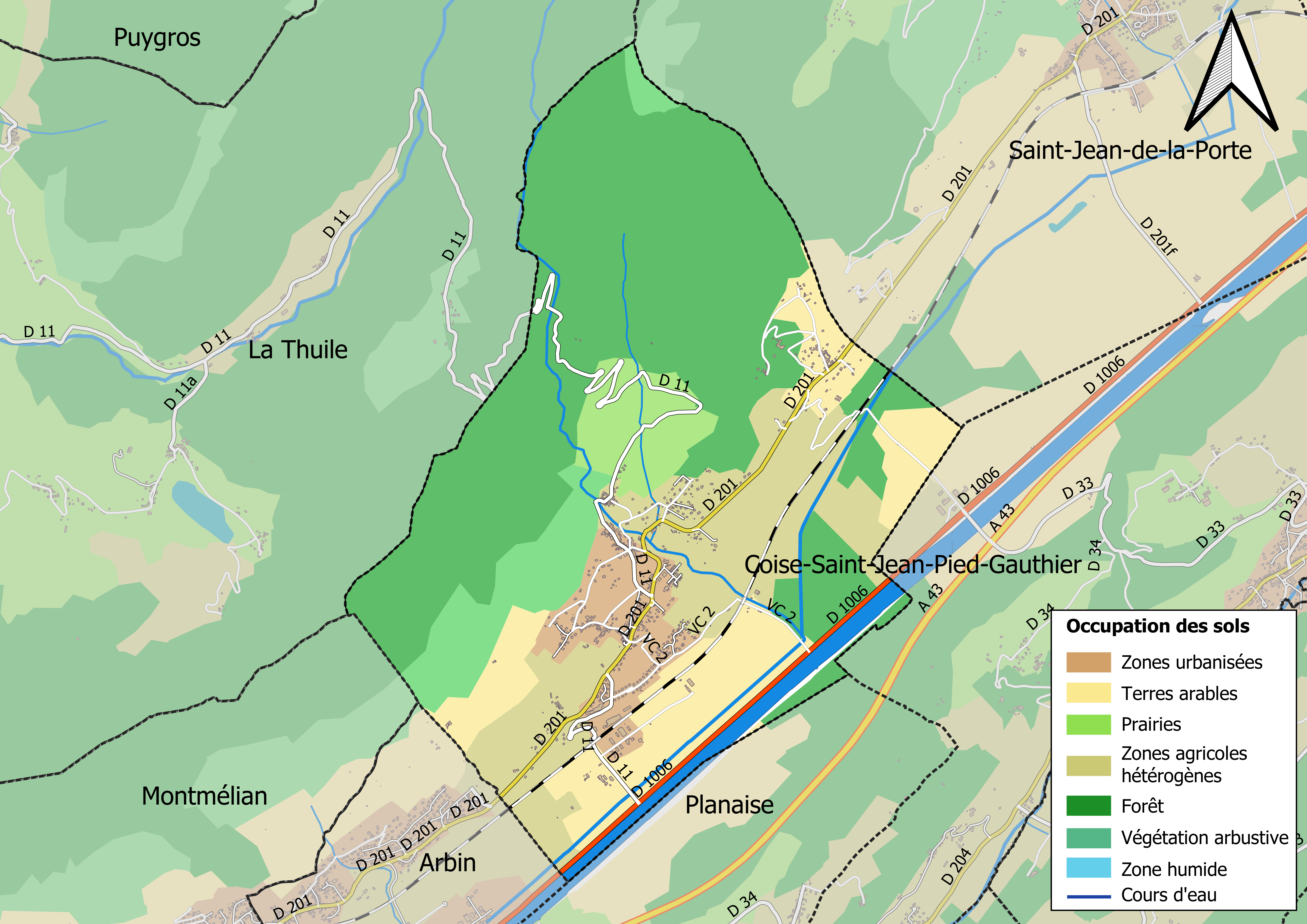
Kaart van de gemeente met de belangrijkste infrastructuur, bodemgebruik en omliggende gemeenten

## Demografie
Onderstaande figuur toont het verloop van het inwonertal (bron: INSEE-tellingen).

## Afbeeldingen

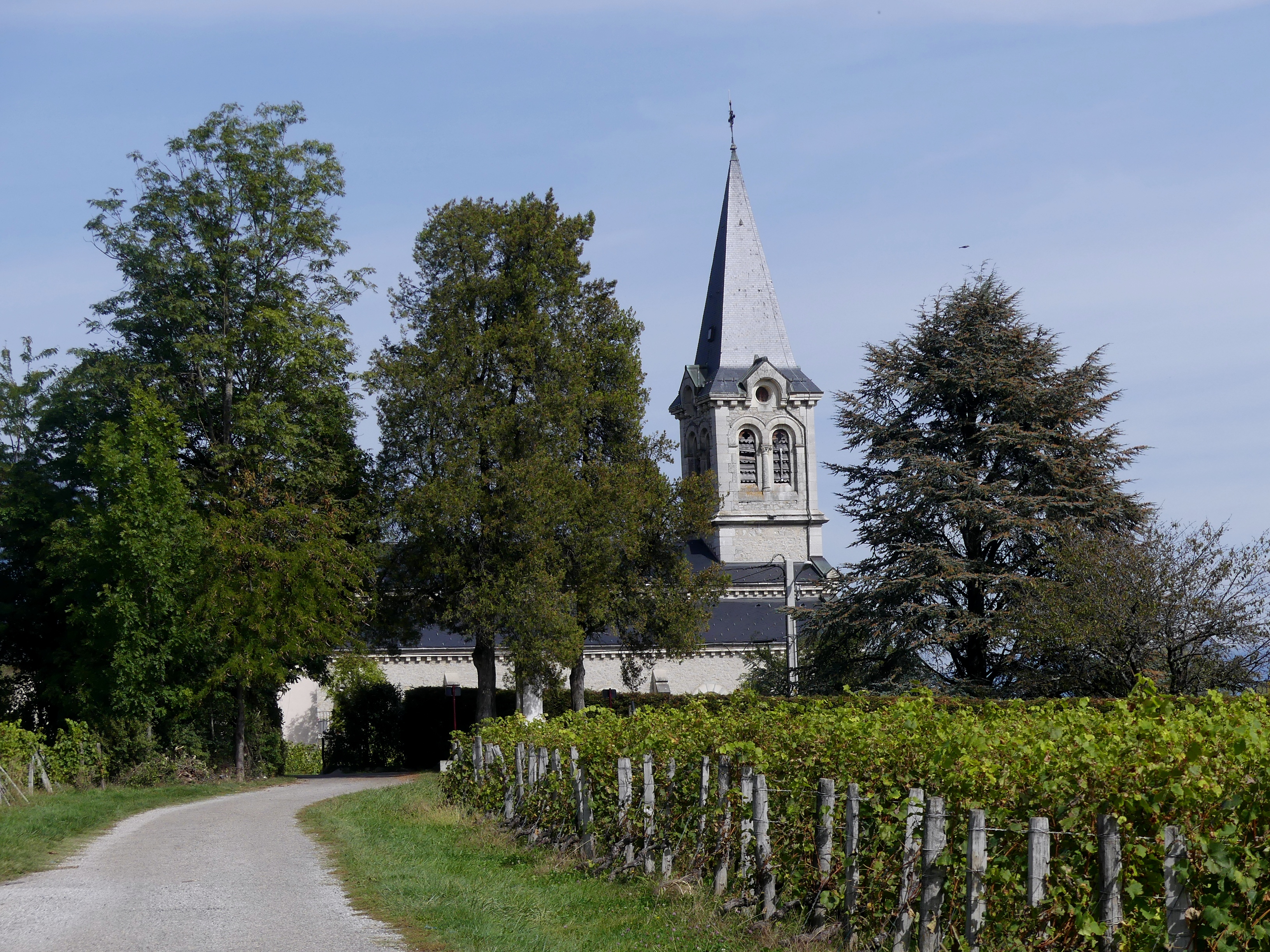
Wijngaarden en kerk van Cruet
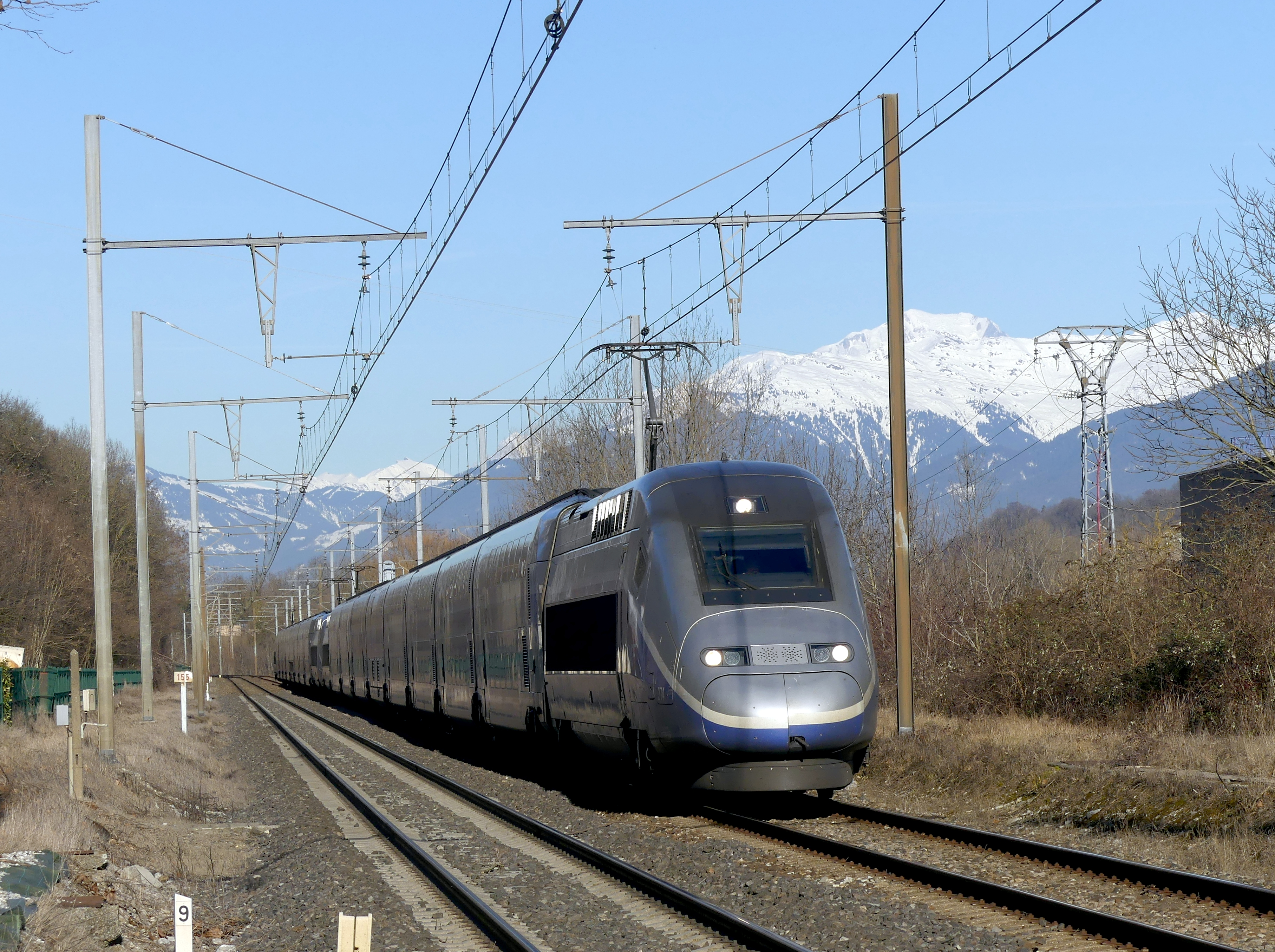
TGV van Bourg-Saint-Maurice naar Rennes en Nantes